# European Salt Company

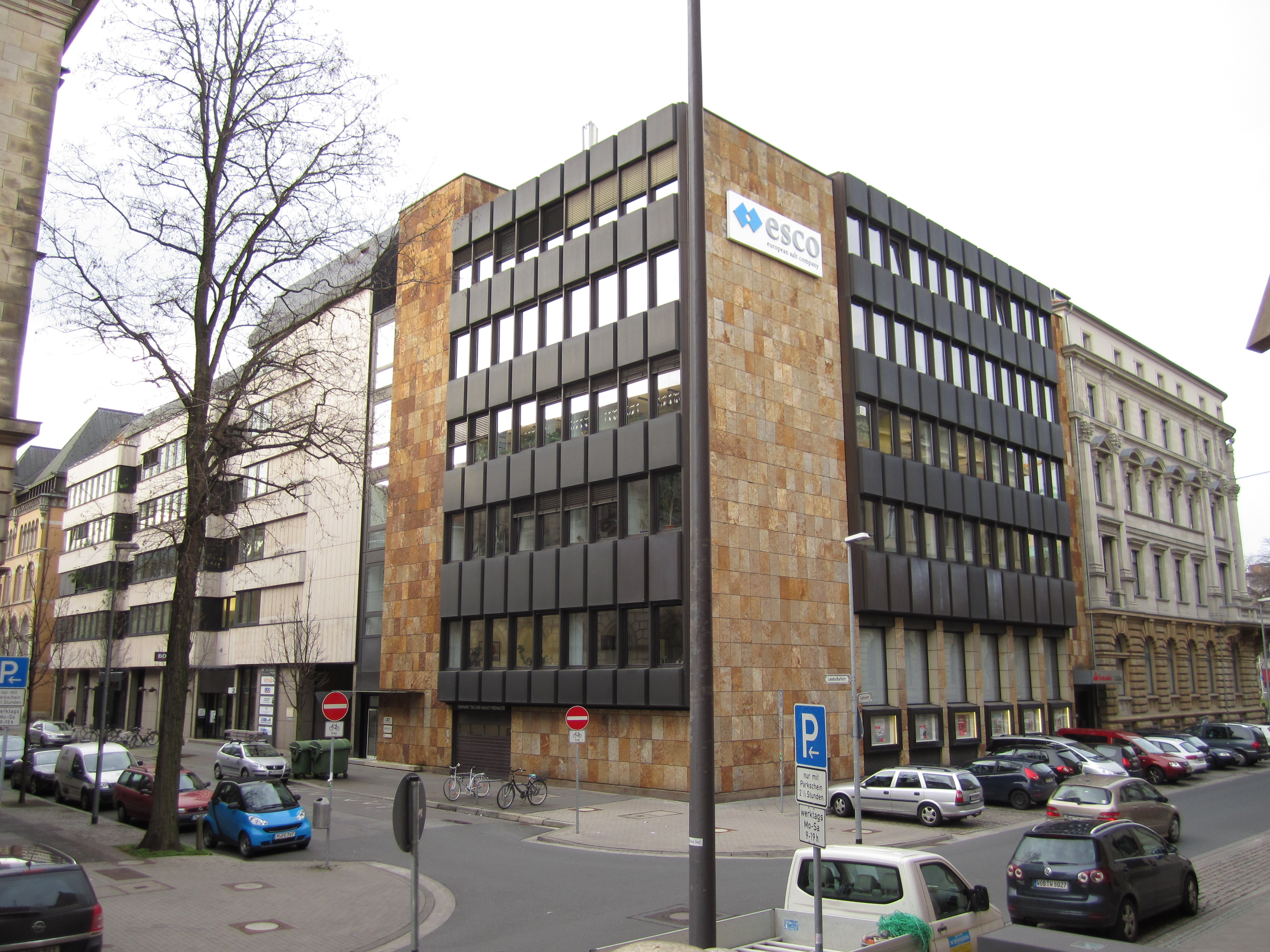
Zentrale in Hannover

Die European Salt Company GmbH & Co. KG, Kurzform esco, war ein deutsches Bergbauunternehmen. Sie wurde im Jahr 2002 als gemeinsames Tochterunternehmen von K+S und Solvay gegründet. Seit 2004 befand sie sich zu 100 % im Besitz der K+S AG. Sitz des Unternehmens ist Hannover. 2019 erfolgte die Zusammenlegung mit der K+S KALI GmbH zur K+S Minerals and Agriculture GmbH.

## Standorte
An insgesamt 16 Standorten in ganz Europa fördert Esco mit ca. 1400 Mitarbeitern jährlich etwa fünf Millionen Tonnen Salz. Der größte Standort ist Bernburg mit über 400 Mitarbeitern.

### Produktionsstandorte
- Bernburg, Sachsen-Anhalt (Steinsalzbergwerk Bernburg)
- Rheinberg-Borth, Nordrhein-Westfalen (Salzbergwerk Borth)
- Grasleben, Niedersachsen (Steinsalzwerk Braunschweig-Lüneburg)
- Staudt, Rheinland-Pfalz
- Harlingen, Niederlande
- Dombasle-sur-Meurthe, Frankreich
- Bayonne, Frankreich
- Torrelavega, Spanien
- Póvoa de Santa Iria, Portugal
- Alverca, Portugal
- Olhão, Portugal

### Vertriebsbüros
- Göteborg, Schweden
- Brüssel-Diegem, Belgien
- Levallois-Perret, Frankreich
- Alverca, Portugal
- Poznań, Polen
- Prag, Tschechien
- Verona, Italien

## Schriften
- Ulrich Göbel, Thomas Wolperding (Red.): 100 Jahre Salzwerk Bernburg. 1912–2012. Mit Texten von Rüdiger Bünsow u.a. Hrsg.: esco – European Salt Company GmbH & Co. KG. Hannover 2012, ISBN 978-3-935971-63-8.